# Jonah Kūhiō Kalanianaʻole

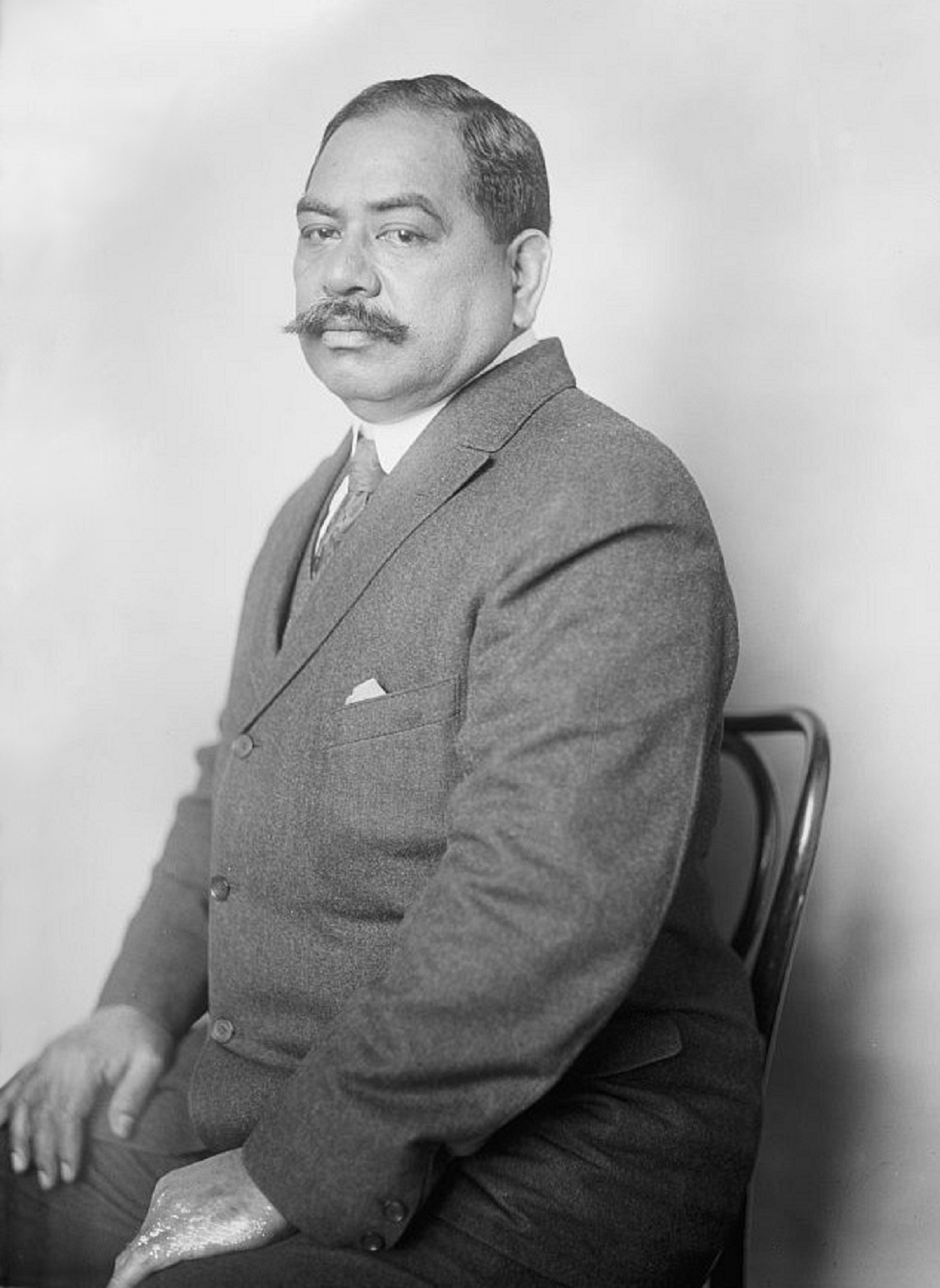
Jonah Kūhiō Kalanianaʻole

Jonah Kūhiō Kalanianaʻole (* 26. März 1871 in Kōloa, Kauaʻi, Königreich Hawaiʻi; † 7. Januar 1922 in Waikīkī, Hawaiʻi) war ein US-amerikanischer Politiker. Zwischen 1903 und 1922 vertrat er als Delegierter das Hawaii-Territorium im US-Repräsentantenhaus.

## Frühe Jahre und Aufstieg im Königreich von Hawaiʻi
Jonah Kalanianaʻole wuchs im Königreich Hawaiʻi auf. Er besuchte die Royal School und das Punahou College in Honolulu. Danach studierte er vier Jahre lang am St. Matthew's College in Kalifornien. Anschließend besuchte er in England eine Landwirtschaftsschule und eine Handelsschule. Kalanianaʻole war von Geburt aus ein Verwandter des Königshauses von Hawaiʻi. Im Jahr 1884 wurde er zu einem königlichen Prinzen erhoben. Damit hatte er in Hawaiʻi auch einen vorderen Platz in der Thronfolge und erhielt eine führende Stellung im Innenministerium des Königreiches.

## Übergangszeit zu den Vereinigten Staaten
Nachdem die Monarchie gestürzt worden war, beteiligte er sich 1895 an einer gescheiterten Gegenrevolution. Dafür wurde er mit einem Jahr Haft bestraft. In den Jahren 1899 bis 1902 bereiste er den afrikanischen Kontinent. Dort nahm er auf britischer Seite am Burenkrieg teil. In der Zwischenzeit war Hawaiʻi zu einem Territorium der Vereinigten Staaten geworden. Nach seiner Rückkehr wurde Kalanianaʻole Mitglied der Republikanischen Partei.

## Kalanianaʻole im US-Kongress
Bei den Kongresswahlen des Jahres 1902 wurde er gegen Amtsinhaber Robert William Wilcox als Delegierter des Hawaii-Territoriums in das US-Repräsentantenhaus in Washington gewählt. Nachdem er in allen folgenden Kongresswahlen in diesem Amt bestätigt worden war, konnte er das Mandat zwischen dem 4. März 1903 und seinem Tod am 7. Januar 1922 ausüben. Da Hawaiʻi damals kein offizieller Bundesstaat der USA war, hatte er im Kongress allerdings kein Stimmrecht. Trotzdem setzte er 1920 den sogenannten Hawaiian Homes Commission Act durch, mit dessen Hilfe die indigene Bevölkerung auf Hawaiʻi ein Heimatrecht erhielt. Bereits 1917 hatte er einen Verein zur Verbesserung der Bildung und zur Förderung der traditionellen Kultur in Hawaiʻi gegründet. Nach seinem Tod wurde der ehemalige Prinz im königlichen Mausoleum in Nuʻuanu beigesetzt.

## Ehrungen
Zu Ehren von Jonah Kalanianaʻole wurde 2004 ein bis 2007 aktives Lavafeld des Puʻu ʻŌʻō nach ihm benannt (Prince Kūhiō Kalanianaʻole flow).